# Muscopteryx evexus
Muscopteryx evexus är en tvåvingeart som först beskrevs av Henry J. Reinhard 1964.  Muscopteryx evexus ingår i släktet Muscopteryx och familjen parasitflugor. Inga underarter finns listade i Catalogue of Life.